# Кай Гаверц
Кай Гаверц (нім. Kai Havertz, нар. 11 червня 1999, Аахен) — німецький футболіст, атакувальний півзахисник англійського «Арсеналу» і збірної Німеччини.

## Клубна кар'єра
Народився 11 червня 1999 року в місті Аахен. Починав займатися футболом в юнацьких командах клубів «Алеманія» (Маріядорф) і «Алеманія» (Аахен), а вже 2010 року перейшов до академії «Баєр 04».
З 2016 року почав залучатися до матчів основної команди «Баєр 04», де швидко став гравцем основного складу.

## Виступи за збірні
2014 року дебютував у складі юнацької збірної Німеччини для 16-річних, згодом грав за збірну U-17, а з 2017 року —  U-19.
Восени 2018 року дебютував в офіційних матчах у складі національної збірної Німеччини, зігравши відразу у двох товариських матчах — проти Перу і Росії.
| Дата       | Місто        | Господарі          | Результат | Гості              | Турнір                                    | Голи | Примітки |
| ---------- | ------------ | ------------------ | --------- | ------------------ | ----------------------------------------- | ---- | -------- |
| 9-9-2018   | Зінсгайм     | Німеччина          | 2 – 1     | Перу               | товариський матч                          | -    | 88'      |
| 15-11-2018 | Лейпциг      | Німеччина          | 3 – 0     | Росія              | товариський матч                          | -    | 65'      |
| 20-3-2019  | Вольфсбург   | Німеччина          | 1 – 1     | Сербія             | товариський матч                          | -    | 46'      |
| 6-9-2019   | Гамбург      | Німеччина          | 2 – 4     | Нідерланди         | Відбір до ЧЄ 2020                         | -    | 61'      |
| 9-9-2019   | Белфаст      | Північна Ірландія  | 0 – 2     | Німеччина          | Відбір до ЧЄ 2020                         | -    | 68'      |
| 9-10-2019  | Дортмунд     | Німеччина          | 2 – 2     | Аргентина          | товариський матч                          | 1    | 83'      |
| 13-10-2019 | Таллінн      | Естонія            | 0 – 3     | Німеччина          | Відбір до ЧЄ 2020                         | -    |          |
| 7-10-2020  | Кельн        | Німеччина          | 3 – 3     | Туреччина          | товариський матч                          | -    | 90'      |
| 10-10-2020 | Київ         | Україна            | 1 – 2     | Німеччина          | Ліга націй УЄФА 2020—2021 - груповий етап | -    | 90+3'    |
| 13-10-2020 | Кельн        | Німеччина          | 3 – 3     | Швейцарія          | Ліга націй УЄФА 2020—2021 - груповий етап | 1    | 77'      |
| 25-3-2021  | Дуйсбург     | Німеччина          | 3 – 0     | Ісландія           | Відбір до ЧС 2022                         | 1    | 48' 78'  |
| 28-3-2021  | Бухарест     | Румунія            | 0 – 1     | Німеччина          | Відбір до ЧС 2022                         | -    | 77'      |
| 31-3-2021  | Дуйсбург     | Німеччина          | 1 – 2     | Північна Македонія | Відбір до ЧС 2022                         | -    | 56'      |
| 7-6-2021   | Дюссельдорф  | Німеччина          | 7 – 1     | Латвія             | товариський матч                          | -    | 46'      |
| 15-6-2021  | Мюнхен       | Франція            | 1 – 0     | Німеччина          | ЧЄ 2020 - груповий етап                   | -    | 74'      |
| 19-6-2021  | Мюнхен       | Португалія         | 2 – 4     | Німеччина          | ЧЄ 2020 - груповий етап                   | 1    | 66' 73'  |
| 23-6-2021  | Мюнхен       | Німеччина          | 2 – 2     | Угорщина           | ЧЄ 2020 - груповий етап                   | 1    | 68'      |
| 29-6-2021  | Лондон       | Англія             | 2 – 0     | Німеччина          | ЧЄ 2020 - 1/8 фіналу                      | -    |          |
| 2-9-2021   | Санкт-Галлен | Ліхтенштейн        | 0 – 2     | Німеччина          | Відбір до ЧС 2022                         | -    | 60'      |
| 8-9-2021   | Рейк'явік    | Ісландія           | 0 – 4     | Німеччина          | Відбір до ЧС 2022                         | -    | 46'      |
| 8-10-2021  | Гамбург      | Німеччина          | 2 – 1     | Румунія            | Відбір до ЧС 2022                         | -    | 67'      |
| 11-10-2021 | Скоп'є       | Північна Македонія | 0 – 4     | Німеччина          | Відбір до ЧС 2022                         | 1    | 55' 61'  |
| 14-11-2021 | Єреван       | Вірменія           | 1 – 4     | Німеччина          | Відбір до ЧС 2022                         | 1    |          |
| 26-3-2022  | Зінсгайм     | Німеччина          | 2 – 0     | Ізраїль            | товариський матч                          | 1    | 80'      |
| 29-3-2022  | Амстердам    | Нідерланди         | 1 – 1     | Німеччина          | товариський матч                          | -    | 69'      |
| 4-6-2022   | Болонья      | Італія             | 1 – 1     | Німеччина          | Ліга націй УЄФА 2022—2023 - груповий етап | -    | 70' 83'  |
| 7-6-2022   | Мюнхен       | Німеччина          | 1 – 1     | Англія             | Ліга націй УЄФА 2022—2023 - груповий етап | -    |          |
| 11-6-2022  | Будапешт     | Угорщина           | 1 – 1     | Німеччина          | Ліга націй УЄФА 2022—2023 - груповий етап | -    | 85'      |
| 23-9-2022  | Лейпциг      | Німеччина          | 0 – 1     | Угорщина           | Ліга націй УЄФА 2022—2023 - груповий етап | -    | 70'      |
| 26-9-2022  | Лондон       | Англія             | 3 – 3     | Німеччина          | Ліга націй УЄФА 2022—2023 - груповий етап | 2    | 90+1'    |
| 16-11-2022 | Маскат       | Оман               | 0 – 1     | Німеччина          | товариський матч                          | -    |          |
| 23-11-2022 | Ер-Раян      | Німеччина          | 1 – 2     | Японія             | ЧС 2022 - груповий етап                   | -    | 79'      |
| 1-12-2022  | Ель-Хаур     | Коста-Рика         | 2 – 4     | Німеччина          | ЧС 2022 - груповий етап                   | 2    | 66'      |
| Усього     |              | Матчів             | 33        |                    | Голів                                     | 12   |          |

## Титули та досягнення
- Медаль Фріца Вальтера для гравців до 17 років: 2016 (срібло)

«Челсі»
- Переможець Ліги чемпіонів УЄФА (1): 2020–21
- Переможець Суперкубка УЄФА (1): 2021
- Переможець Клубного чемпіонату світу (1): 2021

«Арсенал»
- Володар Суперкубка Англії (1): 2023